# Grand-Fayt
Grand-Fayt és un municipi francès, situat a la regió dels Alts de França, al departament del Nord. L'any 2006 tenia 463 habitants. Es troba a 100 km de Lilla, Brussel·les o Reims (Marne), a 45 km de Valenciennes, Mons (B) o Charleroi (B) i a 10 km d'Avesnes-sur-Helpe.

## Demografia
| 1962                                       | 1968 | 1975 | 1982 | 1990 | 1999 |
| ------------------------------------------ | ---- | ---- | ---- | ---- | ---- |
| 499                                        | 476  | 460  | 426  | 420  | 446  |
| Des de 1962: població sense dobles comptes |      |      |      |      |      |

## Administració
| Període | Identitat        | Partit |
| ------- | ---------------- | ------ |
| 2008-   | Claude Gaveriaux |        |

## Galeria d'imatges

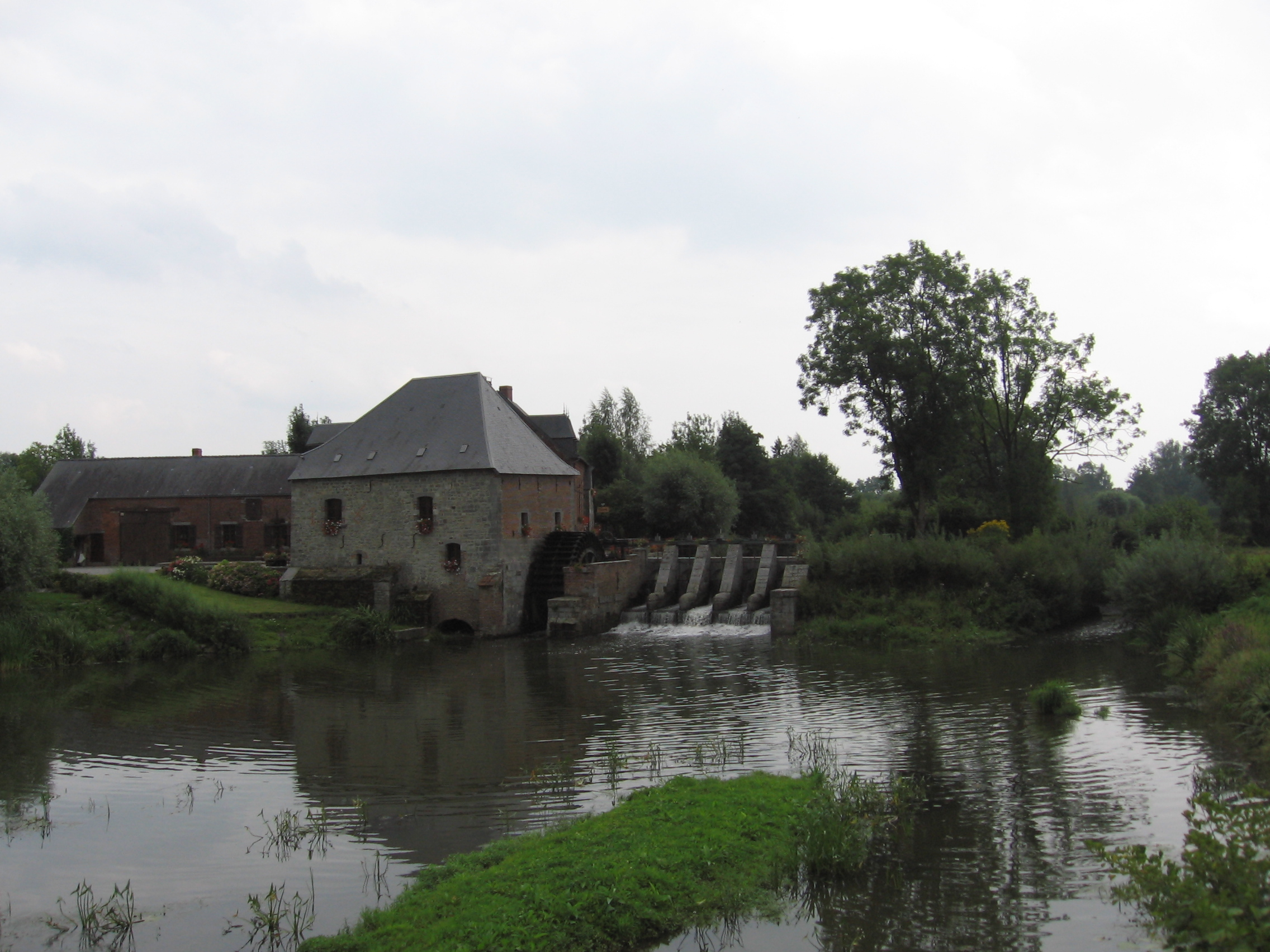
Molí d'aigua de Grand-Fayt
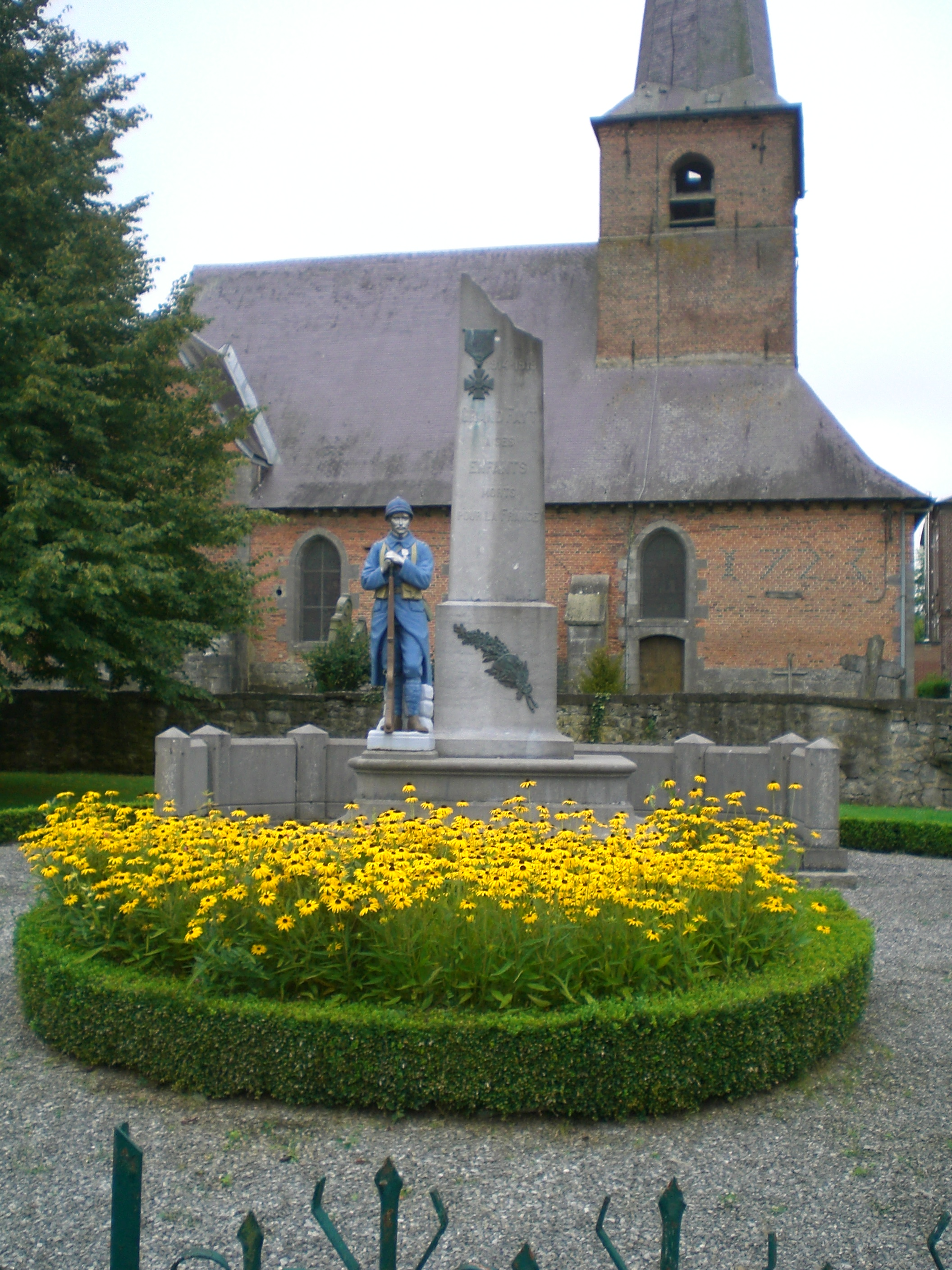
Monument als morts
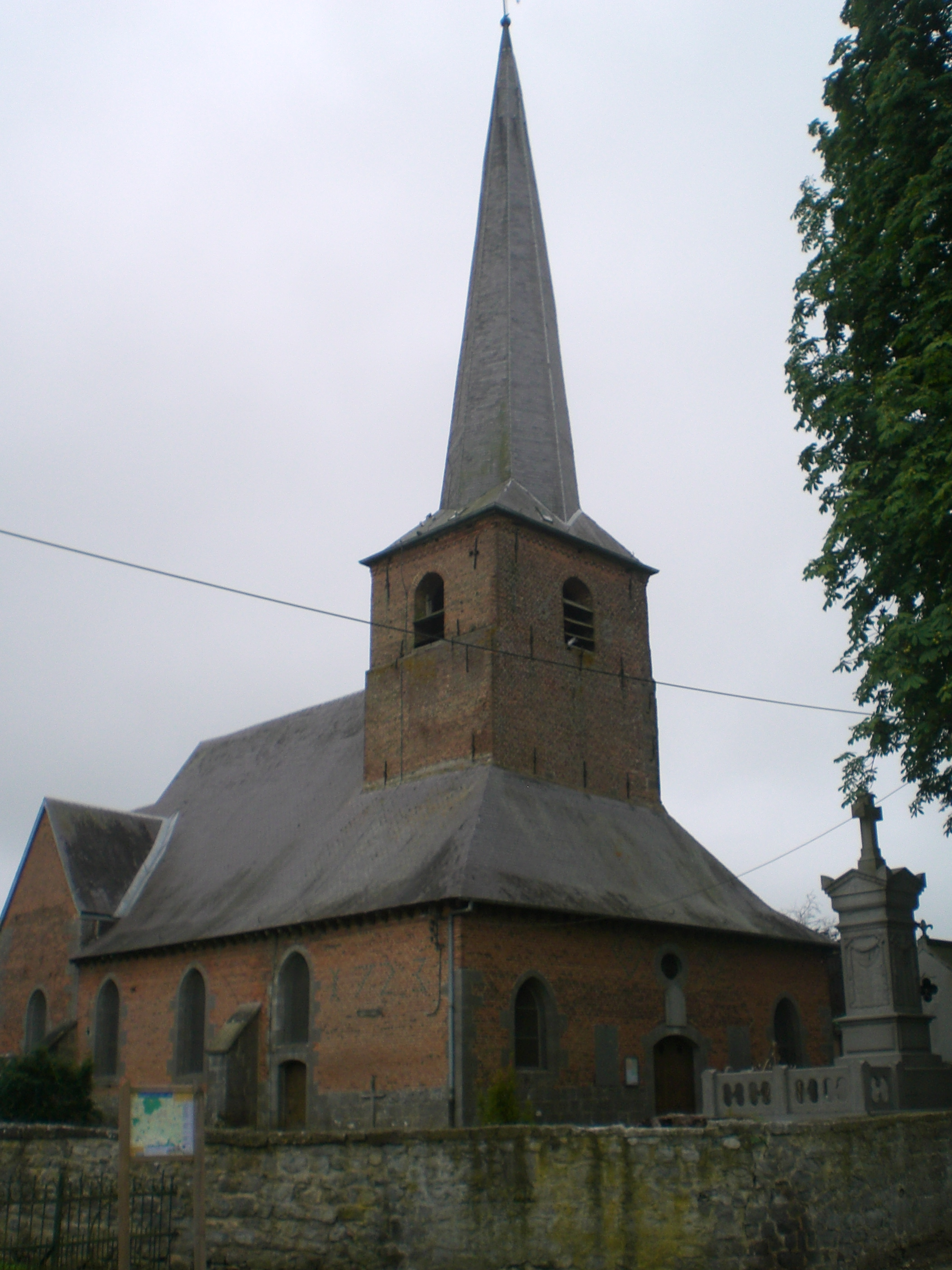
Església
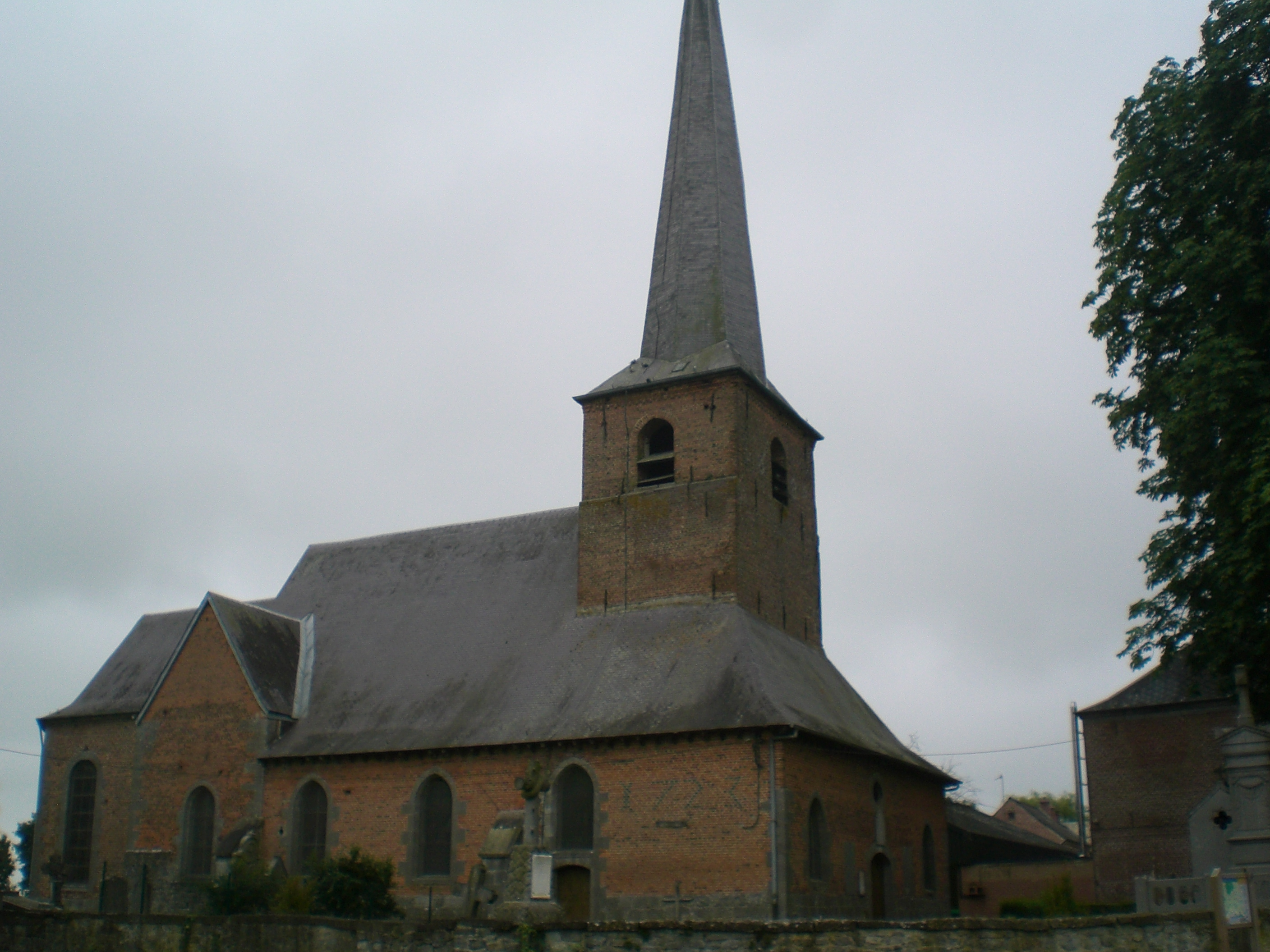
Església
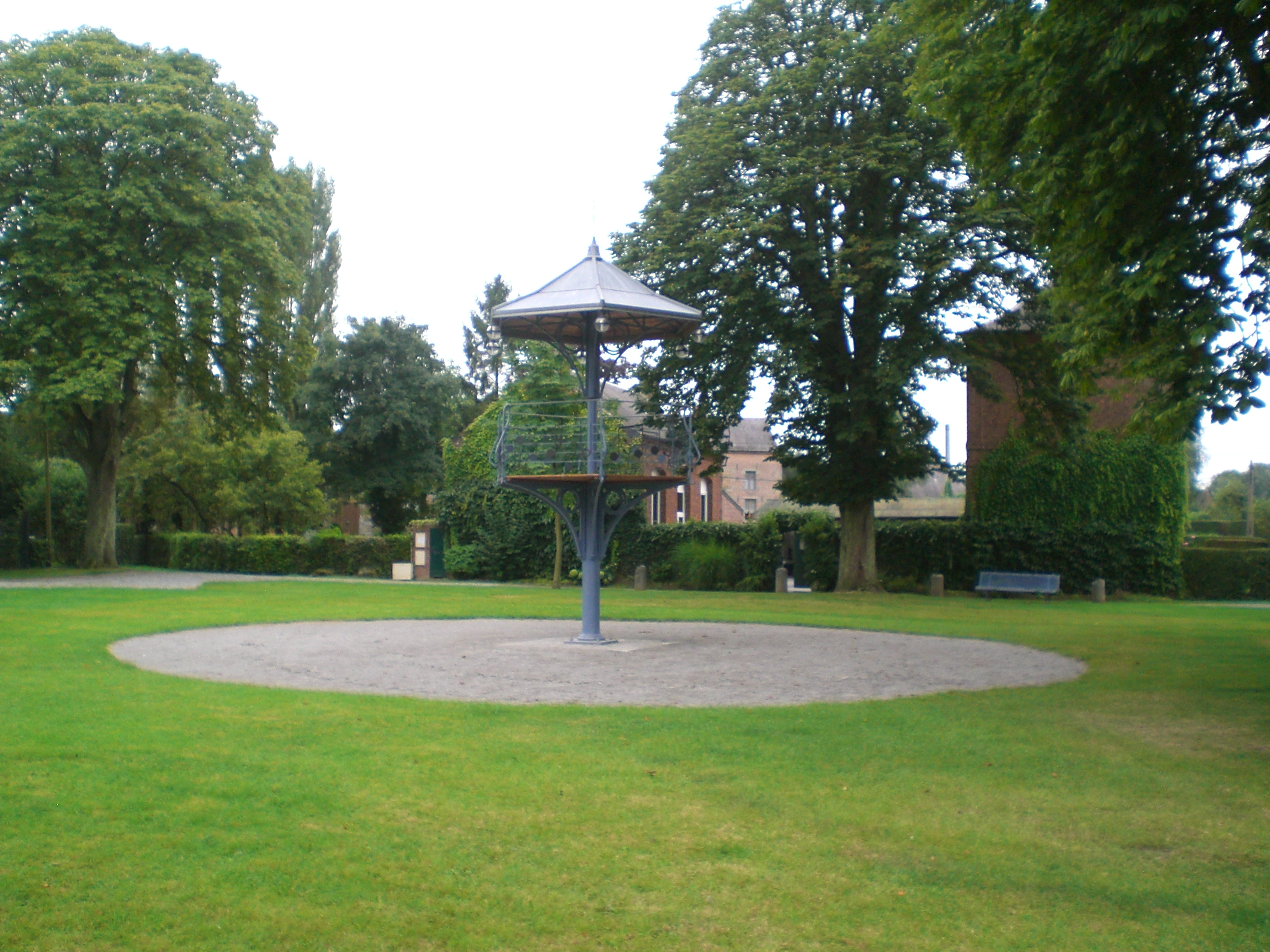
Kiosc de música
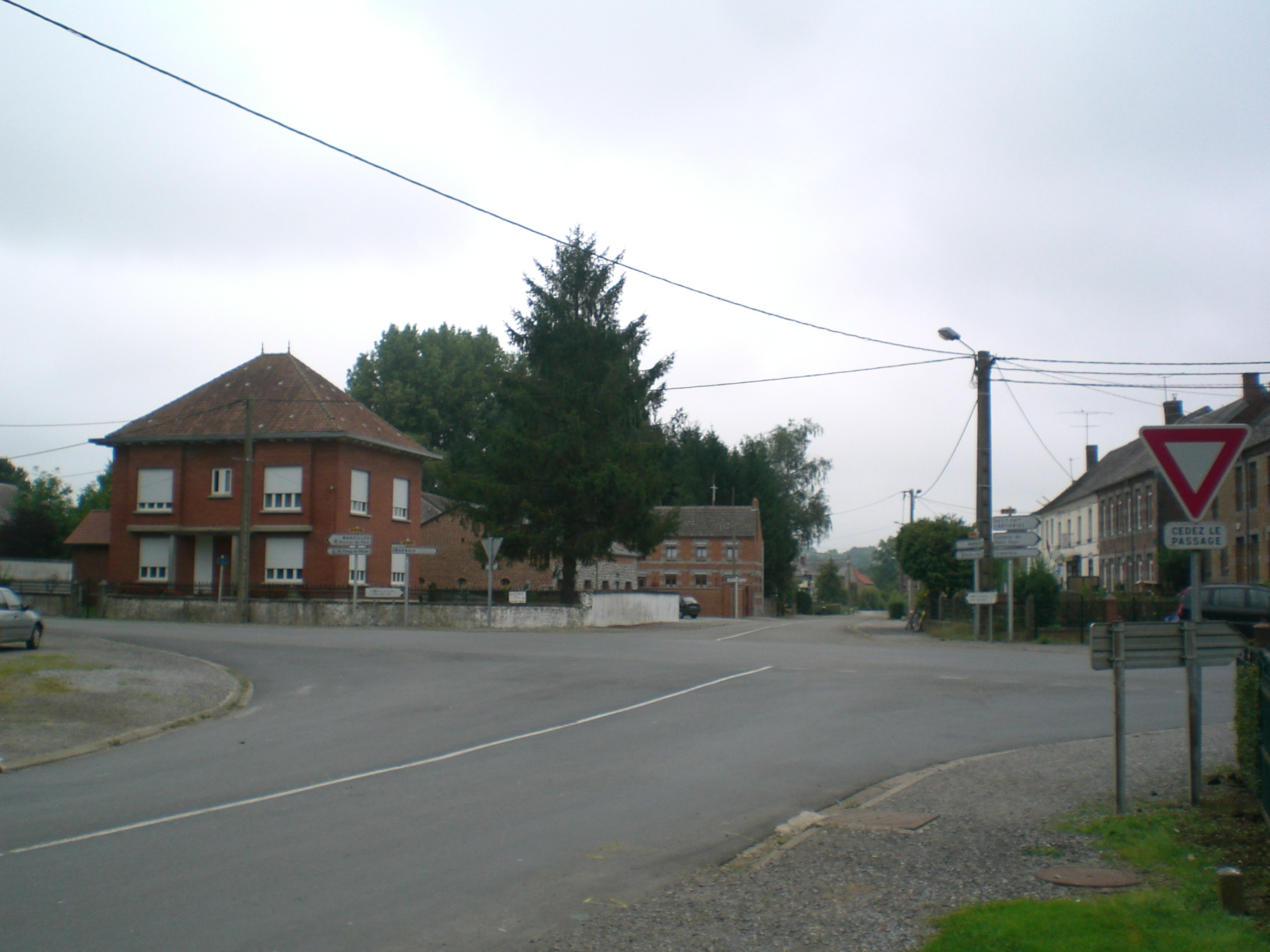
Carrer
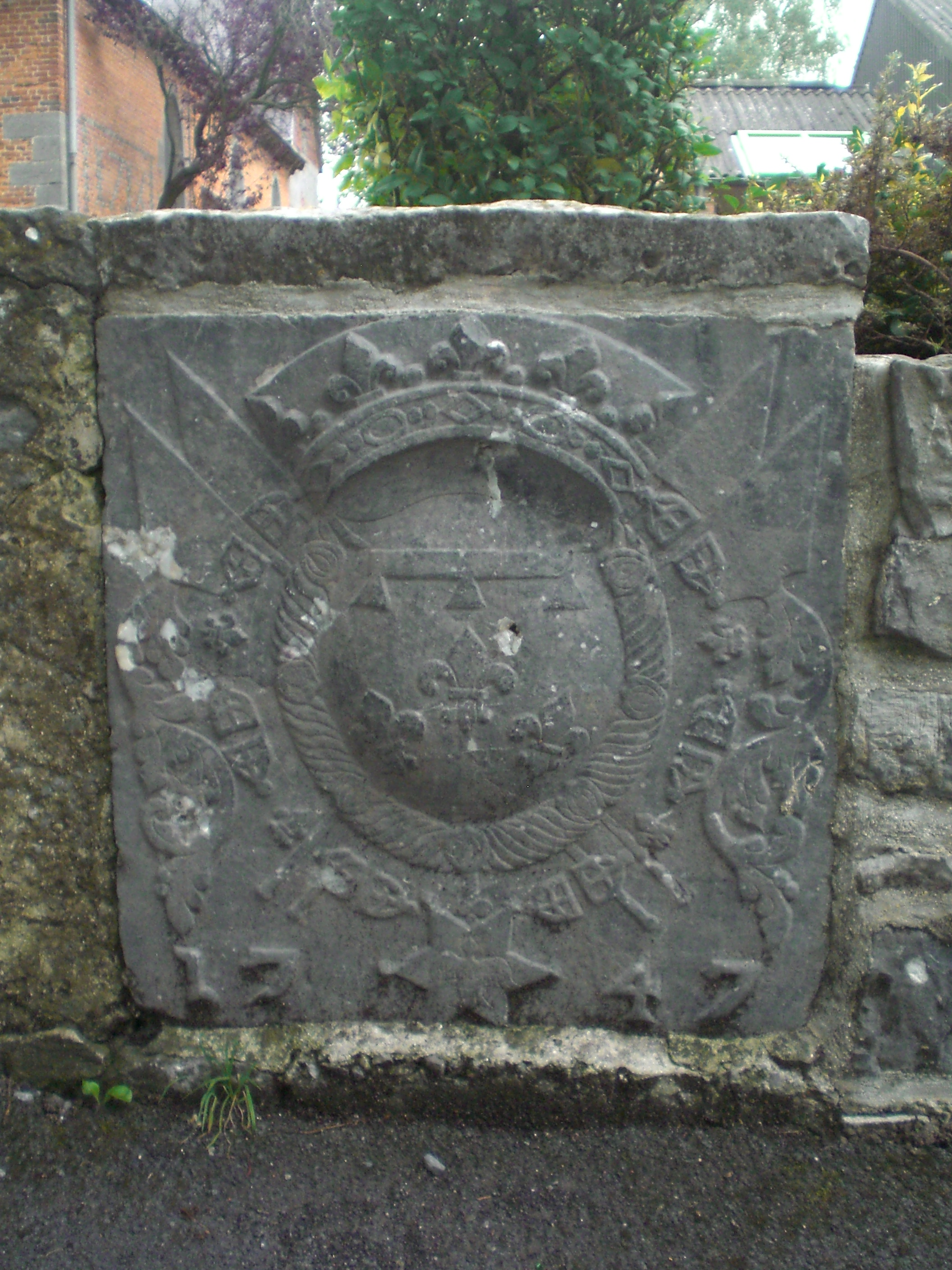
Escut